# دوره تایشو

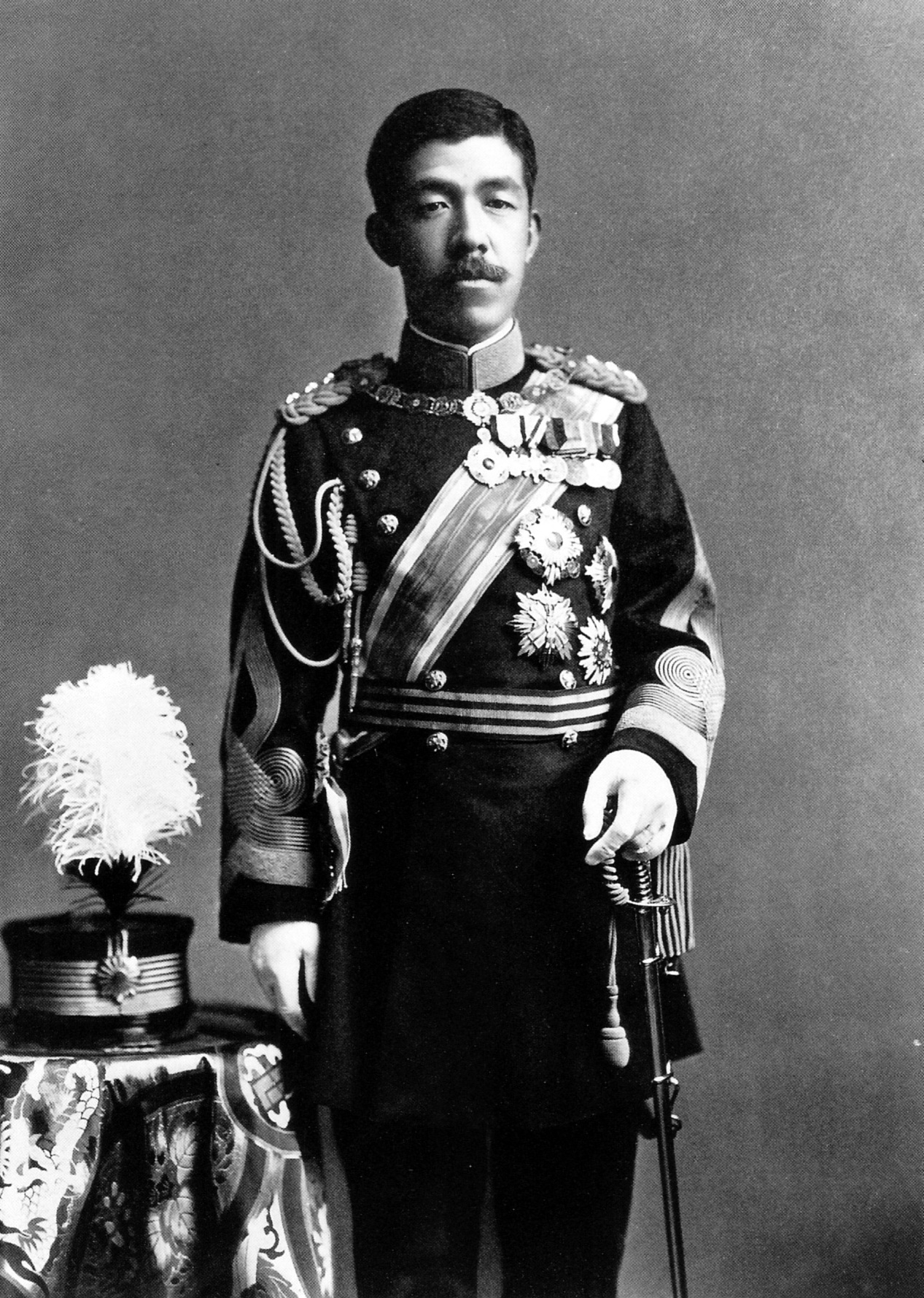
امپراتور تای‌شو

عصر تایشو (به ژاپنی: 大正時代, Taishō jidai) از ۳۰ ژوئیه ۱۹۱۲ تا ۲۵ دسامبر ۱۹۲۶ را در بر می‌گیرد و دوره‌ای از تاریخ ژاپن است که امپراتور تای‌شو قدرت را در دست داشته‌است. امپراتور تای‌شو از سلامتی چندانی برخوردار نبود و همین موضوع سبب شد که انتقال قدرت سیاسی از سیاستمداران سالخوردهٔ وابسته به اولیگارشی دیرپا، به مجلس قانون‌گذاری ژاپن و احزاب دموکراتیک آسان‌تر صورت پذیرد. به همین سبب، این دوره به عنوان دوران جنبش لیبرالی ژاپن نیز شناخته می‌شود.

## جنگ جهانی اول
ژاپن در جنگ جهانی اول به نیروهای اتفاق سه‌گانه که شامل بریتانیا، فرانسه و روسیه می‌شد پیوست. این فرصتی بود برای ژاپن تا قلمرو نفوذ خود را در چین گسترش داده و در جغرافیای سیاسی بعد از جنگ به منزله یک قدرت بزرگ به رسمیت شناخته شود. در هفتم اوت ۱۹۱۴، ژاپن از دولت بریتانیا درخواستی رسمی دریافت کرد که برای انهدام نیروی دریایی مهاجم آلمان در آب‌های چین و اطراف آن، وارد عمل شود. پس از آن که اولتیماتوم ژاپن به آلمان بی‌پاسخ ماند، این کشور در بیست‌وسوم اوت سال ۱۹۱۴ به طور رسمی به امپراتوری آلمان اعلام جنگ داد. ژاپن به سرعت سرزمین‌های استیجاری آلمان در استان شان‌دونگ چین و جزایر مارشال را در اقیانوس آرام اشغال کرد و در حالی که متحدان غربی به شدت مشغول جنگ در اروپا بودند، ژاپن با ارائه ۲۱ فرمان به طرف چینی، در صدد تحکیم موقعیت خود برآمد.

## نفوذ بیشتر
هژمونی ژاپن در شمال چین و بخش‌های دیگری از آسیا با توافق‌های بین‌المللی آسان‌تر شد. توافق ۱۹۱۶ با روسیه به نفوذ بیشتر ژاپن در منچوری و مغولستان داخلی منجر گردید و توافق با دولت‌های فرانسه، بریتانیا و ایالات متحده آمریکا در سال ۱۹۱۷ سبب به رسمیت شناخته شدن منافع سرزمینی ژاپن در چین و اقیانوس آرام شد.

## پس از جنگ
بعد از جنگ، ژاپن به عنوان یکی از پنج قدرت بزرگ نظامی و صنعتی به کنفرانس صلح در ورسای رفت. توکیو صاحب کرسی دائم در شورای جامعه ملل شد و بر اساس معاهده صلحی که به امضا رسید، تمام حقوق آلمان در استان شان‌دونگ چین به ژاپن منتقل شد. سیستم دو حزبی که پایه‌های آن از آغاز قرن بیستم گذاشته شده بود، سرانجام بعد از جنگ جهانی اول به ثمر نشست و باعث پیدایش دوره‌ای شد که از آن تحت عنوان «دموکراسی تای‌شو» یاد می‌شود.

## پایان دموکراسی تای‌شو
در طول دهه ۱۹۲۰، ژاپن کمابیش به سمت سیستم حکومت دموکراتیک حرکت می‌کرد. با این همه، ریشه‌های دولت پارلمانی آن قدر قوی نبود که در برابر فشارهای سیاسی و اقتصادی دهه بعد، که رهبران نظامی روز به روز بر نفوذ خود می‌افزودند، مقاومت کند. آنچه این جابجایی قدرت را بیش از پیش امکان‌پذیر می‌کرد، گنگی و بی‌دقتی قانون اساسی مِی‌جی، به ویژه در مورد جایگاه امپراتور، بود.